# Фейрв'ю-Ферндейл (Пенсільванія)
Фейрв'ю-Ферндейл (англ. Fairview-Ferndale) — переписна місцевість (CDP) в США, в окрузі Нортамберленд штату Пенсільванія. Населення — 2075 осіб (2020).

## Географія
Фейрв'ю-Ферндейл розташований за координатами 40°46′51″ пн. ш. 76°34′31″ зх. д. / 40.78083° пн. ш. 76.57528° зх. д. (40.780742, -76.575349).  За даними Бюро перепису населення США в 2010 році переписна місцевість мала площу 2,32 км², з яких 2,32 км² — суходіл та 0,01 км² — водойми.

## Демографія
Згідно з переписом 2010 року, у переписній місцевості мешкало 2139 осіб у 975 домогосподарствах у складі 605 родин. Густота населення становила 920 осіб/км².  Було 1130 помешкань (486/км²).
Расовий склад населення:
| - 98,6 % — білих - 0,5 % — чорних або афроамериканців - 0,1 % — корінних американців |

До двох чи більше рас належало 0,5 %. Частка іспаномовних становила 1,1 % від усіх жителів.
За віковим діапазоном населення розподілялося таким чином: 17,0 % — особи молодші 18 років, 62,8 % — особи у віці 18—64 років, 20,2 % — особи у віці 65 років та старші. Медіана віку мешканця становила 45,5 року. На 100 осіб жіночої статі у переписній місцевості припадало 96,6 чоловіків;  на 100 жінок у віці від 18 років та старших — 95,4 чоловіків також старших 18 років.
Середній дохід на одне домашнє господарство  становив 51 123 долари США (медіана — 39 688), а середній дохід на одну сім'ю — 63 425 доларів (медіана — 51 667). Медіана доходів становила 41 944 долари для чоловіків та 31 058 доларів для жінок. За межею бідності перебувало 10,9 % осіб, у тому числі 18,3 % дітей у віці до 18 років та 11,4 % осіб у віці 65 років та старших.
Цивільне працевлаштоване населення становило 868 осіб. Основні галузі зайнятості: освіта, охорона здоров'я та соціальна допомога — 27,2 %, виробництво — 15,7 %, будівництво — 12,7 %, роздрібна торгівля — 11,5 %.